# بيت سودان (بني مطر)

تعديل مصدري - تعديل

بيت سودان هي إحدى قرى عزلة بني قيس بمديرية بني مطر التابعة لمحافظة صنعاء، بلغ تعداد سكانها 189 نسمة حسب تعداد اليمن لعام 2004.